# 佩鲁尔
佩鲁尔（Perur），是印度泰米尔纳德邦Coimbatore县的一个城镇。总人口7937（2001年）。

## 人口
该地2001年总人口7937人，其中男性3972人，女性3965人；0—6岁人口793人，其中男377人，女416人；识字率68.65%，其中男性为76.33%，女性为60.96%。